# Uranismo

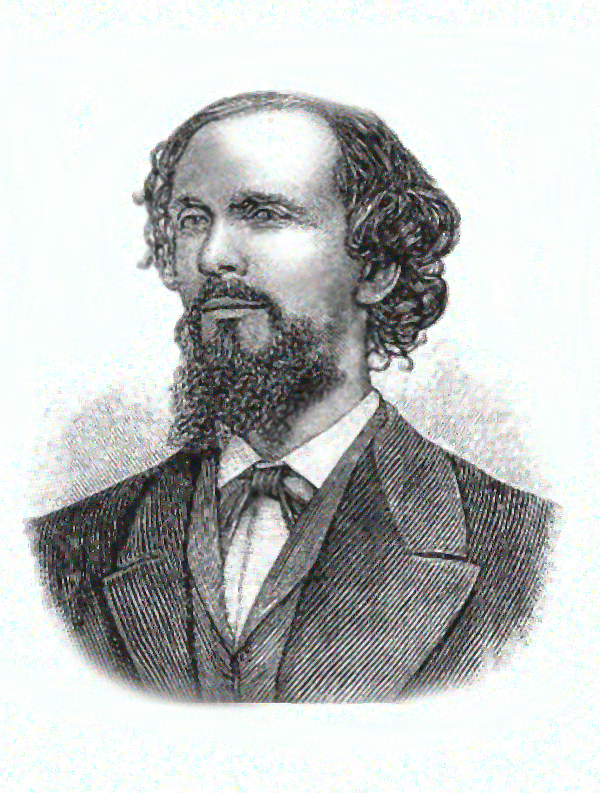
Karl Heinrich Ulrichs (1825-1895), l'inventore della parola "uranismo", in un'incisione ottocentesca

Uranismo è un termine del XIX secolo che denota l'omosessualità maschile. Il termine deriva dal nome del dio Urano, che secondo una controversa ipotesi del periodo, poi abbandonata, avrebbe assunto un comportamento omosessuale passivo dopo aver perso i genitali per mutilazione.

## "Uranismo" e "terzo sesso"
La persona connotata da uranismo si definisce urningo (dal tedesco urning), uranita e soprattutto uranista (quest'ultimo fu il termine preferito nella lingua italiana), mentre il corrispettivo femminile di questi termini, urningina, non ha mai attecchito in italiano. Nel suo opuscolo Inclusa Ulrichs specificò il concetto con la definizione latina Anima muliebris corpore virili inclusa (Un'anima femminile imprigionata in un corpo maschile).
La differenza fra questo termine e omosessualità, creato nel 1869 da un altro militante omosessuale, Karl-Maria Benkert, rispecchia anche una differenza di punti di vista sulla natura delle persone che amavano persone del loro stesso sesso:
- Ulrichs era l'inventore della tesi del terzo sesso, e cercava nella biologia la ragion d'essere dell'omosessualità. Secondo Ulrichs, i sessi umani non sono due, ma tre: maschile, femminile e intermedio. L'uranista è l'appartenente a questo "terzo sesso", che mescola caratteristiche del sesso maschile e di quello femminile, e che Ulrichs affermava essere stato trascurato dalla scienza fino a quel momento.
- Karl-Maria Benkert era invece sostenitore del carattere pienamente "virile" del maschio omosessuale (il lesbismo interessava poco o nulla a questi teorici), e non poteva quindi che contrapporre un "suo" neologismo a quello di Ulrichs, per prendere le distanze dalla visione del terzo sesso, che non condivideva.

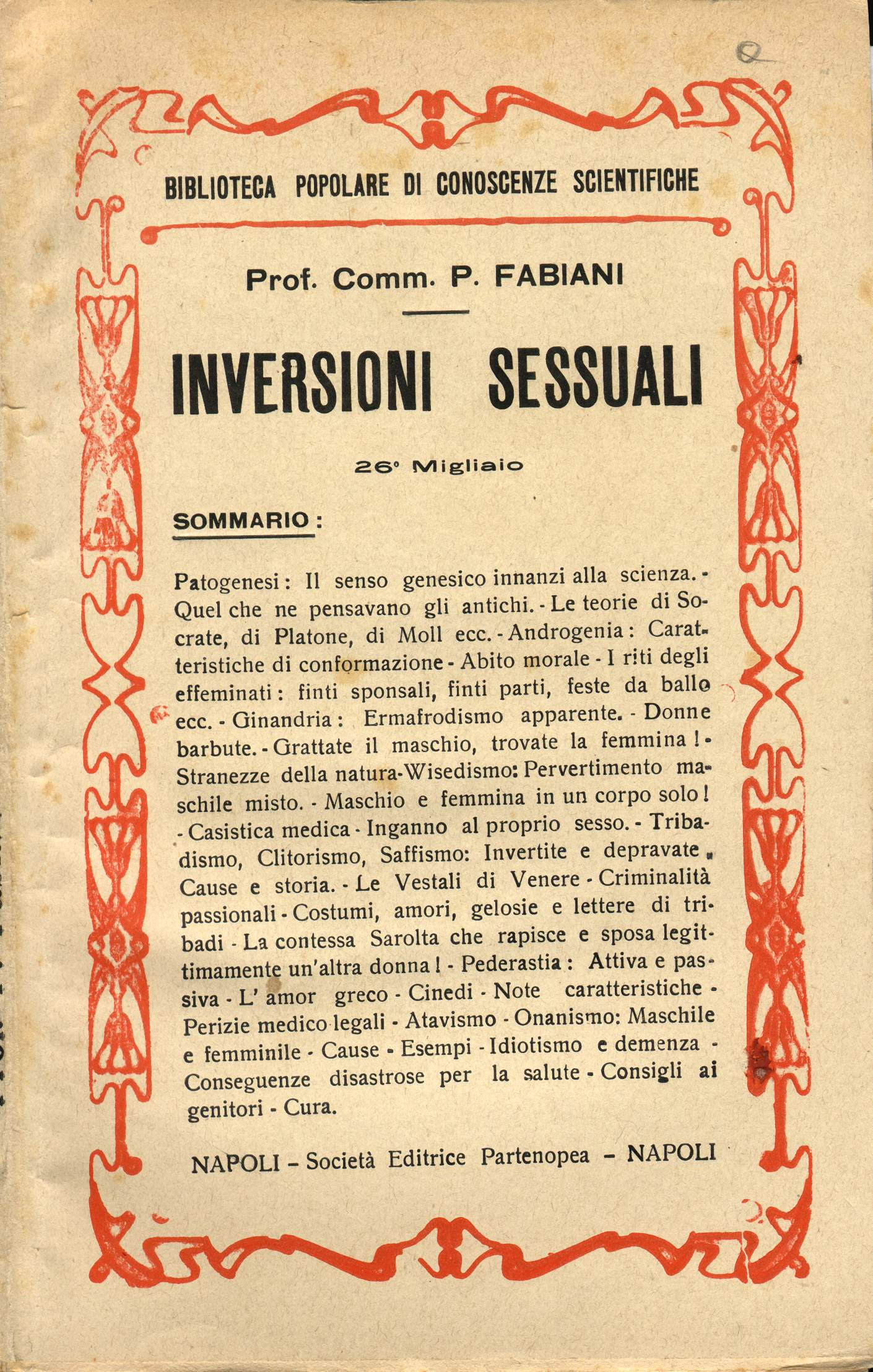
Copertina del libro di Pietro Fabiani, Inversioni sessuali, Partenopea, Napoli 1900

## Successo e decadenza del concetto
I due termini e i due concetti si fecero concorrenza, e fino alla fine del XIX secolo sembrò che uranismo l'avesse vinta. La tesi del "terzo sesso" venne accettata da giuristi e neurologi ottocenteschi come tesi del konträre Sexualempfindung (concetto tradotto in italiano come sentire sessuale contrario e, nel 1870, come inversione sessuale da Arrigo Tamassìa; in inglese prese il nome di "sexual inversion", in francese "inversion sexuelle", ecc...). La ricerca di una spiegazione che togliesse l'omosessualità dal campo della morale per portarlo in quello della scienza accomunava Ulrichs e gli scienziati del XIX secolo. Questo fu possibile perché fino al 1949 i concetti di omosessualità e transessualismo non furono separati, dal punto di vista teorico.
Tuttavia, attorno al 1890 il termine omosessualità iniziò ad apparire sempre più spesso in pubblicazioni scientifiche di medici e psichiatri che avevano direttamente o (più spesso) indirettamente letto le tesi di Benkert. Il neurologo Richard von Krafft-Ebing ipotizzò che il maschio omosessuale possedesse un cervello e un sistema nervoso di tipo femminile, dato che a suo dire le donne possedevano un cervello "inferiore", più piccolo e meno sviluppato. Per l'intermediario della letteratura medico-scientifica omosessualità passò alla psicoanalisi, che rifiutava a priori l'idea di una "causa organica" dell'omosessualità, come quella sottintesa in uranismo. Furono però i grandi scandali d'inizio secolo (Oscar Wilde, Friedrich Alfred Krupp, Moltke-Eulemburg) a rendere noto il termine omosessualità alla popolazione generale essendo questo un eufemismo percepito come "scientifico" e quindi "neutrale", perciò adatto ai giornali.

### Controversie
La tesi del "terzo sesso" fu combattuta fin dal suo nascere da altri militanti omosessuali, che avevano sulla loro identità di genere meno dubbi di quanti ne avesse Ulrichs. In particolare fu Karl-Maria Kertbeny a creare un altro concetto e un'altra definizione, quella di omosessualità, che se all'inizio fra gli scienziati ebbe meno successo di quella di Ulrichs, finì per prevalere. Ciò non toglie che la tesi del "terzo sesso" continuò ad avere un certo successo anche come concetto utile alle lotte del movimento di liberazione omosessuale quando fu recuperata dal medico Magnus Hirschfeld, fondatore del primo vero movimento omosessuale, sotto forma del concetto di Sexuelle Zwischenstufe (condizione sessuale intermedia), che si appoggiava sugli studi relativamente agli ormoni sessuali per individuare una causa ormonale (cioè fisiologica, e quindi moralmente non punibile per legge, perché non dipendente dalla volontà del soggetto) per l'omosessualità
Prima del secondo conflitto mondiale divenne però evidente che gli ormoni sessuali determinano gli aspetti sessuali del corpo, ma non quelli della psiche e tanto meno l'orientamento sessuale, nonostante gli "esperimenti" compiuti dai medici nazisti nei lager su cavie umane omosessuali (per approfondire), che non ebbero alcun risultato.
Entro il 1945, la tesi del "terzo sesso" era ormai screditata fra gli studiosi, e fu quindi facilmente sostituita dalla spiegazione di tipo psicoanalitico delle cause dell'omosessualità. Dopo la seconda guerra mondiale, la parola ed il concetto di uranismo scomparvero definitivamente dall'uso.
La sconfitta della proposta di Ulrichs non dipese solo dal fatto che essa esprimeva una concezione che passò di moda, ma anche dall'ansia catalogatrice di Ulrichs che, per paura che qualche tipo di omosessuale fosse dimenticato (e quindi privato del "diritto di cittadinanza" che egli chiedeva) arrivò a una macchinosissima costruzione che affastellava l'urningo (maschio omosessuale) e l'urningina (lesbica), contrapposti al dioningo (uomo eterosessuale) e alla dioningina (donna eterosessuale), nonché all'uraniastro (pseudo-omosessuale) e all'urningo-dioningo (bisessuale).
A tale labirinto venne contrapposta la più comoda e simmetrica costruzione di omo- / etero- / bi- sessuale, linguisticamente molto più agile, e quindi alla lunga preferita.